# Oscar Taelman
Oscar Joseph Taelman (født 5. oktober 1877, død 23. oktober 1945) var en belgisk roer, som deltog i de olympiske lege 1908 i London. 
Taelman var med i den belgiske otter (fra klubben Royal Club Nautique de Gand) ved OL 1908. Her vandt belgierne først over en britisk båd fra Cambridge i semifinalen, men i finalen mod en anden britisk båd fra Leander Club blev de besejret med omkring to længder og måtte nøjes med andenpladsen (der officielt ikke blev belønnet med medaljer ved disse lege). Den belgiske båds øvrige besætning blev udgjort af Marcel Morimont, Rémy Orban, Polydore Veirman, Georges Mys, François Vergucht, Oscar Dessomville, Rodolphe Poma og styrmand Alfred Van Landeghem.